# Anamiopteryx borellii
Anamiopteryx borellii är en bönsyrseart som beskrevs av Giglio-tos 1915. Anamiopteryx borellii ingår i släktet Anamiopteryx och familjen Thespidae. Inga underarter finns listade i Catalogue of Life.